# Les Maquisards
Les Maquisards est un roman d'Hemley Boum paru en 2015 aux éditions La Cheminante. Cette œuvre décrit une saga familiale sur fond de lutte pour la libération du Cameroun en pays Bassa.

## Ouvrage

### Thème
Le roman explore les thèmes de la résistance, de la liberté et de l'identité, et nous offre une réflexion sur les dilemmes auxquels les populations sont confrontées lorsqu'elles sont aux prises avec les excès de la colonisation.
Hemley Boum met en scène des personnages dont les relations amicales et familiales sont compliquées et inquiétantes. Les femmes jouent un rôle important dans le roman, constituant des actrices de premier plan qui ne remettent pas en cause les fondements des communautés forestières profondes.
Le roman est écrit dans un style classique et fluide. Cependant, on peut noter une certaine outrance dans la représentation des individus de couleur blanche, qui sont souvent présentés de manière stéréotypée.
En fin de compte, Les Maquisards est un roman qui offre une réflexion sur l'histoire du Cameroun et sur les thèmes de la résistance et de la liberté.

### Résumé
L'ouvrage d'Hemley Boum est une œuvre historique et romanesque qui se déroule pendant une période marquante et controversée de la période coloniale au Cameroun. À travers les personnages principaux, l'auteure explore des problématiques sociétales complexes, dans le but d'insuffler espoir et détermination. Le récit révèle l'engagement des Bassas dans la lutte pour l'indépendance de leur pays à travers les vies de plusieurs personnages liés par ce combat, la souffrance, mais aussi l'amour et l'amitié. Les destins individuels, complexes et riches, se heurtent à la grande histoire, rendant les personnages particulièrement attachants. L'auteure y retrace la bataille politique de Ruben Um Nyobè, surnommé Mpodol et réussit à intégrer la fiction au cœur de la trame. Cette œuvre offre ainsi une perspective unique sur les luttes et les défis rencontrés par les camerounais pendant cette période charnière de leur histoire.
Le roman suit la vie d'Amos Manguélé, un personnage fictif lié à Ruben Um Nyobé, dit Mpodol, un leader réel de la lutte pour l'indépendance. Amos Manguélé trouve réconfort dans les bras d'Esta, son amie d'enfance. Cette dernière, une belle métisse, est le fruit du viol de Jeannette Mbondo Njee par Pierre Gérard, un colon pédophile qui s'arroge le droit de cuissage sur toutes les filles pubères de son voisinage. Cette trame se déroule en parallèle de la présence française au Cameroun. En effet, après la Seconde Guerre mondiale, l'Allemagne perd ses colonies, qui sont confiées aux Nations unies. La France et la Grande-Bretagne reçoivent alors le mandat d'administrer le Cameroun, avec pour mission d'aider les camerounais à acquérir l'autonomie. Malgré les violences et exactions infligées à son mouvement de résistance, Um Nyobe, choisit de mener une lutte non violente. Cependant, il est rapidement débordé par les jeunes de son organisation qui préfèrent riposter par la violence. Après plusieurs déceptions et trahisons, Mpodol se livre à l'ennemi pour épargner la population. Amos mourra comme son ami et complice Um Nyobe, Mpodol, sous les balles de l'armée coloniale.

## Distinctions
Hemley Boum est distinguée pour son roman Les Maquisards, qui remporte deux prix littéraires de renom : le Grand Prix littéraire d'Afrique noire en 2015 et le Prix Les Afriques (anciennement Prix du Livre Engagé de la CENE Littéraire) en 2016 ainsi que la Mention Spéciale du Prix Ethiophile.

## Voir Aussi